# Породица Глас
Породица Глас је фиктивна породица која се појављује у кратким причама америчког писца Џерома Дејвида Селинџера. Све осим једне приче о породици Глас су објављене на страницама америчког часописа Њујоркер. Приче о породици Глас се појављују у колекцијама кратких прича За Есме: девет прича, Френи и Зуи, и Високо подигните кровну греду, тесари и Симор: Увод. На српском језику, ове књиге су објављене у издању издавача ЛОМ.

## Чланови породице
Породица Глас, од најстаријег до најмлађег члана:
- Лес и Беси Глас (девојачко Галагер): Водвиљски извођачи у пензији. Лес је пореклом из Аустралије и Јеврејин је. Након одласка у пензију Лес је наставио да се бави пословима у пољу забаве. Лес није често поменут у кратким причама, али је критикован од стране Симора у причи Хапворт 16, 1924. Беси је мајчинска фигура породице, ирског је порекла, и константо је забринута чињеницом да су њена деца талентована али неспособна да се уклопе у друштво. Лес и Беси су родитељи седморо деце.
- Симор Глас (Фебруар 1917 - 18. март 1948): Најстарије дете породице Глас и први члан ове породице који се појавио у Селинџеровим делима. Симор је глави карактер у краткој причи Перфектан дан за банана-рибе и аутор писма кратке приче Хапворт 16, 1924 а појављује се или спомиње у колекцијама Високо подигните кровну греду, тесари, Симор:Увод и Френи и Зуи. Симор је био спиритуални савант и геније који је постао предавач на факултету Колумбија када је имао 20 година. Симор је са својом браћом и сестрама био део радио емисије "То је паметно дете". Борио се у Другом светском рату, што је на њега оставило трауме. Покушао је да почини самоубиство 1941. године, тако што је себи пререзао вене, али није успео. Четвртог јуна 1942. године, Симор се жени са Мјуријел Федер. У причи Перфектан дан за банана-рибе на свом меденом месецу на Флориди, Симор извршава самоубиство пуцањем себи у десну слепоочницу.
- Веб Галагер "Бади" Глас (1919 - ): Наратор у причи Зуи и протагонист прича Високо подигните кровну греду, тесари и Симор: Увод. Касније се открива да је Бади написао три приче у колекцији За Есме : Перфектан дан за банана-рибе, Доле код чамца и Теди. Бади такође тврди да је он написао кратку причу Френи и у причи Симор: Увод се имплицира да је Бади писац дела Ловац у житу. Бади се сматра Селинџеровим алтер-егом. Бади живи у Њујорку и предаје енглески језик на женском факултету. Бади и Симор су рођени две године један од другог и најбоље су се слагали од свих чланова породице Глас.
- Беатрис "Бу Бу" Глас Тененбаум (1920 - ): Најстарија ћерка породице Глас, удата, мајка троје деце, и протагониста кратке приче Доле код чамца. Бу Бу је такође поменута у причама Хапворт 16, 1924 и Високо подигните кровну греду, тесари. Бу Бу воли да је описују као "домаћицу из Такахоа."
- Валтер Ф. "Волт" Глас (1921 - 1945): Брат близанац Вејкера Гласа. Волт је био амерички војник који је преминуо у окупираном Јапану током Другог светског рата, када је имао 22 године. Волт је преминуо када је шпорет који је он паковао експлодирао. Бади не жели да прича о овом догађају ни са ким. Валтер је споменут у краткој причи Ујка Вигли у Конектикату од стране његове девојке, и описан је у Френи и Зуи као једини Глас способан за шалу.
- Вејкер Глас (1921 - ): Брат близанац, рођен 12 минута након Валтера. Римокатолички монах у реду Картезијанаца. Вејкер је поменут у многим кратким причама, али никад није био главни карактер Селинџерових кратких прича.
- Закари Мартин "Зуи" Глас (1929 - ): Главни карактер приче Зуи по коме је она добила име. Зуи је глумац и (у својим речима) најлепше дете породице Глас. Зуи је окарактерисан као арогантна свезналица, који не воли своју мајку Беси. Зуи често псује своју мајку и назива је "дебељуцом". Зуи је мизантроп и за ово криви Симора и Бадија који су форсирали источњачки мистицизам на њега и Френи док су они још били деца.
- Френсис "Френи" Глас (1934 - ): Главна јунакиња приче Френи по којој је она добила име. У овој причи, Френи има 20 година и она је студент и глумица. Френи такође чита "Пут ходочасника", анонимни хришћански класик, који је заслужан за њен емоционални и спиритуални распад.

Сва деца породице Глас су се појавила у фиктивној радио емисији "То је паметно дете" почевши са Симором и Бадијем. У причи Високо подигните кровну греду, тесари сазнаје се да су се деца породице Глас појављивала на емисији под псеудонимом као породица Блек. Симоров псеудоним био је Били Блек, а Валтеров Џорџи Блек.
Породица Глас станује у Њујорку, у апартману на Апер Ист Сајду, где је већина породице провела свој живот.

## Појављивања породице Глас
- Перфектан дан за банана-рибе (Њујоркер, 22. јануар 1948. године; поново штампана у колекцији За Есме)
- Ујка Вигли у Конектикату (Њујоркер, 20. март 1948. године; поново штампана у колекцији За Есме)
- Доле код чамца (магазин Харпер, април 1949. године, поново штампана у колекцији За Есме)
- Френи (Њујоркер, 29. јануар 1955. године; поново штампана у колекцији Френи и Зуи)
- Високо подигните кровну греду, тесари (Њујоркер, 19. новембар 1955. године; поново штампана у колекцији Високо подигните кровну греду, тесари и Симор: Увод)
- Зуи (Њујоркер, 1. мај 1957. године; поново штампана у колекцији Френи и Зуи)
- Симор: Увод (Њујоркер, 6. јун 1959. године; поново штампана у колекцији Високо подигните кровну греду, тесари и Симор: Увод)
- Хапворт 16, 1924 (Њујоркер, 19. јун 1965; никад није поново штампана)